# Simetria temporal
A simetria temporal, ou simetria de reversão do tempo, é a simetria teórica das leis físicas sob a transformação da reversão do tempo,
{\displaystyle T:t\mapsto -t.}
Uma vez que a segunda lei da termodinâmica afirma que a entropia aumenta à medida que o tempo flui em direção ao futuro, em geral, o universo macroscópico não mostra simetria sob reversão do tempo. Em outras palavras, o tempo é considerado não simétrico ou assimétrico, exceto para estados de equilíbrio especial, quando a segunda lei da termodinâmica prediz a simetria do tempo a ser mantida. No entanto, as medições não invasivas quânticas são previstas para violar a simetria do tempo, mesmo em equilíbrio, ao contrário de suas contrapartes clássicas, embora isso ainda não tenha sido confirmado experimentalmente.
As assimetrias temporais geralmente são causadas por uma das três categorias:
1. intrínseco à lei física dinâmica (por exemplo, para a força fraca)
2. devido às condições iniciais do universo (por exemplo, para a segunda lei da termodinâmica)
3. devido às medições (por exemplo, para as medições não invasivas)

## Reversão temporal em Mecânica Quântica
As três propriedades mais importantes da reversão temporal em mecânica quântica são:
1. esta transformação pode ser representada por um operador anti-unitário,
2. ela protege estados quânticos não degenerados de possuir momento de dipolo elétrico,
3. ela possui representações bidimensionais com a propriedade {\displaystyle T^{2}=-1} (para fermions).

A peculiaridade desse resultado é clara se compararmos com a transformação de paridade. Se a inversão de paridade transforma um par de estados quânticos um no outro, então, a soma e a diferença desses dois estados da base são estados de paridade boa. A reversão temporal não se comporta dessa maneira. Aparentemente ela viola o teorema que estabelece que todos os grupos abelianos são descritos por uma representação unidimensional irredutível. A razão disso ocorrer é que a reversão temporal é representada por operadores anti-unitários, o que abre caminho para os spinores em mecânica quântica.
Por outro lado, a noção de reversão temporal em mecânica quântica é uma ferramenta útil para o desenvolvimento de computação quântica e simulações com motivações físicas, fornecendo ferramentas simples para acessar a complexidade desses sistemas. Dessa forma, a reversão temporal no contexto da mecânica quântica pode ser usada para o desenvolvimento de modelos em boson sampling e provar a dualidade de duas operações óticas fundamentais, beam splitter e transformações squeezing.

## Representação anti-unitária da reversão temporal
Eugene Wigner mostrou que uma operação de simetria {\displaystyle S} sobre um hamiltoniano, pode ser respresentada na mecânica quântica tanto por um operador unitário, {\displaystyle S=U}, como por um anti-unitário, {\displaystyle S=UK} na qual {\displaystyle U} é unitário, e {\displaystyle K} atua no número à sua direita, resultando em seu complexo conjugado. Esta são as únicas operações agindo no espaço de Hilbert de forma a preservar o comprimento da projeção de um vetor de estado qualquer em outro vetor de estado.
Consideremos o operador de paridade. Agindo sobre o operador de posição, ele reverte as direções espaciais, tal que PxP−1 = −x. Analogamente, ele também inverte a direção do momento linear, tal que PpP−1 = −p, em que x e p são os operadores de momento e posição, respectivamente. Esta transformação preserva as relações canônicas de comutação [x, p] = iħ, na qual ħ é a constante de Planck reduzida, somente se P é escolhido como unitário, P1P−1 = 1, em que 1 é a identidade.
Por outro lado, o operador de reversão temporal T, não altera em nada o operado posição, TxT−1 = x, mas inverte a direção de p, de forma que TpT−1 = −p. Nesse caso, as relações canônicas de comutação serão preservadas somente se T é escolhido como anti-unitário, i.e., T1T−1 = −1.
Outro argumento a respeito desta diferença envolve a energia, mais precisamente a componente temporal do quadrimomento. Se a reversão temporal for implementada como um operador unitário, ela irá inverter o sinal da energia tal como a transformação de paridade inverte o sinal do momento linear. Isto não é possível, porque, ao contrário do momento, a energia é sempre positiva. Como a energia em mecânica quântica aparece como um fator de fase exp(–iEt) que surge quando o sistema evolui no tempo, uma forma de introduzir a reversão temporal preservando o sinal da energia é inverter também o sinal da unidade imaginária "i", tal que o sentido da fase seja invertido.
Analogamente, qualquer operação que inverta o sentido da fase, que altera o sinal de i, irá transformar energias positivas em energias negativas, a menos que inverta também o sentido do tempo. Então, qualquer simetria anti-unitária em uma teoria com energia positiva deve inverter a direção do tempo. Todo operador anti-unitário pode ser escrito como o produto de um operador de reversão temporal com um operador unitário que não inverte a ordem do tempo.
Para uma partícula de spin J, pode-se usar a representação
{\textstyle T=e^{-i\pi J_{y}/\hbar }K\,,}

na qual Jy é a componente y do operador de spin, e foi feito o uso de TJT−1 = −J. Essa representação é importante, por exemplo, para o teorema de Kramers, que conclui que os autoestados de energia de um sistema de spins simétrico por reversão temporal vêm em pares de mesma energia, e portanto são degenerados. 